# Walther Veeck
Walther Veeck (* 28. Juni 1886 in Wickenrodt; † 11. Februar 1941 in Stuttgart) war ein deutscher Archäologe, der als Spezialist für die Merowingerzeit gilt.

## Leben
Veeck studierte Deutsch, Geschichte und Archäologie in Heidelberg, Bonn und Göttingen. Während seines Studiums wurde er 1906 Mitglied der Burschenschaft Frankonia Heidelberg. Er promovierte über „Graf Heinrich von Schwarzburg, Administrator des Erzstiftes Bremen, 1463 bis 1496 und Bischof von Münster 1466 bis 1496“. Nachdem Veeck als Kriegsfreiwilliger im Ersten Weltkrieg gedient hatte, war er zunächst als Archäologe in Marburg, seit 1921 bei der Staatlichen Altertümersammlung in Stuttgart tätig – zunächst als Volontär, seit 1925 als wissenschaftliche Hilfskraft, seit 1928 als Assistent, ab 1930 als Konservator und schließlich nach dem Ausscheiden von Peter Goessler 1934 als Hauptkonservator und 1936 auch als Direktor.
Veeck führte zahlreiche Grabungen durch, die die Perioden vom Neolithikum bis zur Neuzeit abdeckten. Zu nennen sind Grabungen in einer neolithischen Siedlung am Viesenhäuser Hof bei Stuttgart-Mühlhausen, an der hallstattzeitlichen Heuneburg oder 1936 auf der Burg Hohenstaufen. Veecks Schwerpunkt lag aber im Bereich der Merowingerzeit: Seine 1931 erschienene Arbeit über die Alamannen in Württemberg führte alle bis dahin bekannten Funde auf und ist damit bis heute von Bedeutung. Zwar sind seine chronologischen Vorstellungen der Merowingerzeit heute weitgehend überholt, doch gab er siedlungs- und wirtschaftsgeschichtlichen Fragen breiten Raum, die bis heute zu den Forschungsdesideraten zählen. Sein Interesse galt in hohem Maße auch den Zusammenhängen zwischen Grabfunden und Ortsnamen, die Robert Gradmann als Kriterium zur Abgrenzung des Altsiedellandes gegenüber den Gebieten späteren Landesausbaues herangezogen hatte. Veeck verfolgte insbesondere die Frage einer chronologischen Differenzierung der Ortsnamen, ein Thema, das auch die archäologische Forschung seither immer wieder beschäftigt hat.
Veeck führte die Untersuchung des alamannischen Gräberfeldes von Holzgerlingen (Lkr. Böblingen) durch und zeigte damit die Möglichkeiten, die die Auswertung vollständig ergrabener Gräberfelder der Forschung bietet. Von Bedeutung sind weiterhin seine Grabungen im Gräberfeld von Oberflacht, das sich durch seine Holzerhaltung auszeichnet.

## Werke (Auswahl)
- Graf Heinrich von Schwarzburg, Administrator des Erzstifts Bremen (1463–1496) und Bischof von Münster (1466–1496). Göttingen, Univ., Diss., 1919.
- Brandgräber in alamannischen Reihengräberfriedhöfen Württembergs. In: Germania 7 (1924), S. 89–91.
- Der Alamannenfriedhof von Oberflacht. Silberburg, Stuttgart 1924 (Veröffentlichungen des Württembergischen Landesamts für Denkmalpflege 2).
- Über den Stand der alamannisch-fränkischen Forschung in Württemberg. In: Berichte der Römisch-Germanischen Kommission 15 (1923/24), S. 41–57.
- Der Reihengräberfriedhof von Holzgerlingen. In: Fundberichte aus Schwaben N.F. 3 (1926), S. 154–201.
- Verzeichnis der vor- und frühgeschichtlichen Altertümer: Museum der Stadt Ulm. Verlag des Museums der Stadt Ulm, Ulm 1927 (Ulmer Schriften zur Kunstgeschichte; 3).
- Die Alamannen in Württemberg. 2 Bde., de Gruyter, Berlin 1931 (Germanische Denkmäler der Völkerwanderungszeit 1).